# Musca ruficrus
Musca ruficrus är en tvåvingeart som beskrevs av Julius Theodor Christian Ratzeburg 1844. Musca ruficrus ingår i släktet Musca, ordningen tvåvingar, klassen egentliga insekter, fylumet leddjur och riket djur.
Artens utbredningsområde är Tyskland. Inga underarter finns listade i Catalogue of Life.